# Måla med ljus

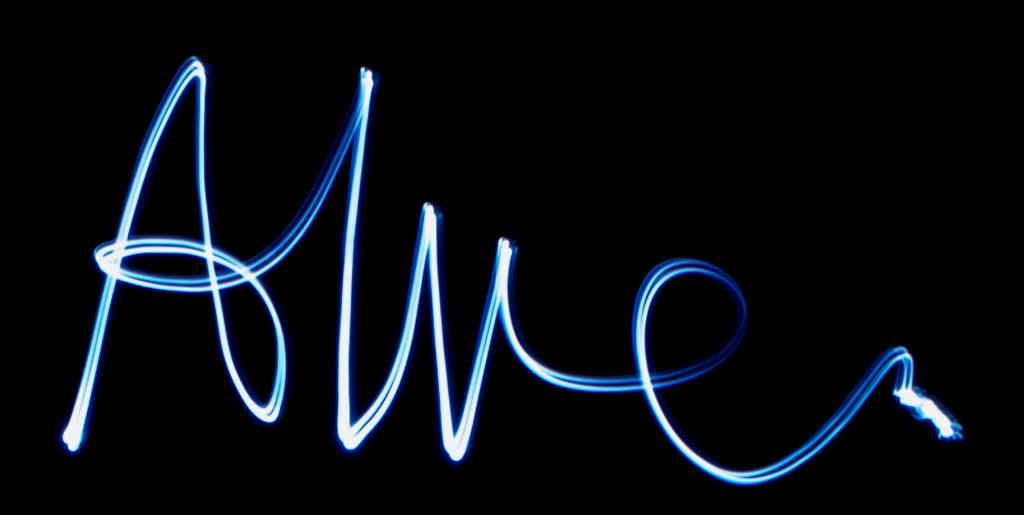
Måla med ljus. Ficklampa och kamera med lång slutartid.

Måla med ljus är en metod att fotografera då man använder kamera med lång slutartid och målar ljus i bilden med till exempel en ficklampa. Kan även kallas "Lightpainting" eller "Paint with light". Genom att använda ficklampa eller annan lämplig ljuskälla kan man måla i sina bilder. Man gör rörelsen medan exponeringen sker och bildar på så vis ett ljusmönster. Principen är att arbeta med lång slutartid (minst 10 sekunder) och stadigt kamerastativ. Rummet eller omgivningen ska vara mörk och utan ljus från lampor eller fönster. Man ska använda manuellt läge på kameran och ha en bländaröppning på minst f/22 och ISO 100.
Måla med ljuset är en teknik som kan användas vid ljussättning av till exempel stora interiörer. Kameran ställs på stativ, långsam film användes och lång exponeringstid. Under exponeringen ”målas” interiören med till exempel en ficklampa eller upprepade blixtar. Den som ”målar” bör vara svartklädd för att inte av misstag bli avbildad.